# グリフィス大学
グリフィス大学（グリフィスだいがく、英語: Griffith University)は、オーストラリア・クイーンズランド州の州都ブリスベンおよびゴールドコーストにキャンパスを有する公立大学で、オーストラリア最大規模の大学のひとつである。
1971年に創立され、1975年より高等教育機関として学生を受け入れ始めた。
創立以来一貫して、将来の社会ニーズを先取りした最先端の教育プログラムを開発しており、国際的に重要な位置を占める分野をいち早く認識し、環境学やアジア学、国際ビジネスなどのプログラムをオーストラリアで初めて開講した。
グリフィス大学の大学名の由来は、元クイーンズランド州知事でありオーストラリア憲法の主要な起草者で連邦最高裁判所の初代長官を務めたSir Samuel Griffithに因む。
　　　　　　　　　　　　　　　　　　　　　　　　　　
（2021年度のデータ）
| 学生人数           | 約43,000人 |
| 世界大学ランキング | 33位 – QS Top 50 Under 50 Rankings 2021 30位 – Times Higher Education Young University Rankings 2020 |
| 主要学部           | 経営学、コンピュータサイエンス＆IT、クリエイティブアート＆メディア、犯罪学、防衛＆国家安全保障、教育、工学、環境、健康、人文科学＆社会科学、国際関係＆政治学、言語＆文化、法律、医学、看護＆助産、心理学、理科、社会福祉、スポーツ |

## 歴史
1965年、オーストラリアクイーンズランド州、ブリスベンのネイサンにあった174ヘクタールもの国有林が、新キャンパス設立のために使用された。その土地はもともと、当時、人文学と社会科学コースで学生の人気を集めていたクイーンズランド大学のものであった。
1970年までに新しい教育機関を創立することが議題に載せられ、Theodor Brayは、ブリスベンで2つ目の、そしてクイーンズランド州で3番目の教育機関を創設するようクイーンズランド州政府に依頼された。その後、数ヶ月に渡る議論を経て、ついに1970年12月24日、クイーンズランド州政府は、グリフィス大学創立に向けた委員会がBray代表のもとで進められていくと発表した。その後、当時マウントグラヴァットとよばれていた地域は、ネイサンに改名が行われ、グリフィス大学の初のキャンパスが設置された。そして1971年9月30日、クイーンズランド州政府は「1971年グリフィス大学決議」をもって、グリフィス大学を公式に創立し、認可した。1975年3月5日、グリフィス大学は、4つのプログラム（オーストラリア環境学、人文学、現代アジア研究、科学）を開設し、451名の学生を受け入れ始めた。グリフィス大学はProblem Based（主体的な学習と問題発見解決）を重視する教育方針を持ち、すべての学士・修士・博士課程がこのアプローチを採用しており、当時この方針は、他の高等教育機関とは異なる新しい教育アプローチ法として注目された。
1990年代に入ると、オーストラリアで多くの短期大学や大学が合併されたことにより、Dawkins Revolutionと呼ばれた政府による第三次教育改革が始まった。1990年には、1969年創立のマウントグラヴァット教育短期大学や、1987年創立のゴールドコースト高等教育短期大学、これら2つの短期大学がグリフィス大学のキャンパスとして正式に決定された。また、クイーンズランド音楽学校が高等教育機関との合併を続けており、ついに1991年に正式にグリフィス大学の一部となった。この学校はもともと1957年にクイーンズランド音楽学校として創立されたが、正式にグリフィス大学の一部となって以降は、グリフィス大学クイーンズランド音楽学校として知られ始めた。また1992年には、1881年創立でオーストラリア最古の芸術トレーニング機関として知られる、クイーンズランド芸術学校が正式にグリフィス大学の一部となり、これをもってグリフィス大学による合併は完了した。
グリフィス大学の5番目のキャンパスであるローガンキャンパスは1988年に開校された。ローガンキャンパスはブリスベン南の郊外、メドーブルック（Meadowbrook）に位置しており、ローガンという土地へ、人々の更なる興味とニーズを向けるために設立された。

## キャンパス
グリフィス大学は、それぞれのキャンパスが都市型の生活・学習環境を備えながら、自然豊かな環境にあることが特徴である。

### ゴールドコーストキャンパス
ゴールドコーストキャンパスは、ゴールドコーストのサウスポートに位置する。アボリジニの土地である国有林の中に位置している。このキャンパスは、オーストラリア国内および海外から17,000人を超える学生を受け入れており、グリフィス大学の5つのキャンパスの中で最も規模の大きいキャンパスである。
また、このキャンパスは、過去数年間を通して目覚ましい成長と発展を遂げている。例えば、2013年には1,500万ドルを投じてグリフィスヘルスセンターが創設され、また2014年には3,800万ドルを投じてグリフィスビジネススクールの創設が行われた。また2014年、ゴールドコースト市内に路面電車（G:Link,　ゴールドコースト・ニューライトレール）が開通し、グリフィス大学ゴールドコーストキャンパスには2つの駅が設置されている。
またキャンパス内に学生寮があり、民間団体グリフィス大学ビレッジによって運営されている。

### ネイサンキャンパス
ネイサンキャンパスは、自然豊かな国有林の中心に位置しながら、ブリスベン市内から約10km圏内にあるため市内からのアクセスも非常に便利である。
このキャンパスは約13,000名の学生を受け入れており、エンジニアリング（工学）、IT、環境学、人文学、言語学、法学そして科学、航空学などのコースを開講している。
数々の校舎は、ネイサンの地形的な特徴に合わせて、建築デザイナーのRoger Kirk Johnsonによってデザインされた。図書館は、Robin Gibsonによってデザインされ、図書館デザインでオーストラリア国内第１位に輝いた。校舎や、スポーツ施設、国有林、さまざまなレクリエーションのためのエリア、自然に囲まれた遊歩道、そしてキャンパス内の学生寮が存在し、これらの恵まれた環境・施設の中で学生たちは豊かな学生生活を送ることができる。
2013年、キャンパスの新しい校舎としてSir Samuel Griffithセンターが設立された。この新しい校舎はグリフィス大学が提唱する持続可能性のシンボルとも言え、オーストラリアで初の持続可能性に関する研究教育施設でもある。

### マウントグラヴァットキャンパス
マウントグラヴァットキャンパスは、ネイサンキャンパスより車や無料キャンパス間シャトルバスで約5分の距離に位置しており、約4,400名の学生を受け入れている。
このキャンパスは、グリフィス大学の社会科学および人文学プログラムのハブキャンパスであり、近年の重要な社会問題や教育学などの研究も盛んに行われている。
ネイサンキャンパスと同じように、このキャンパスも国有林の中に位置している。
また最近では、屋外・屋内のレクリエーションエリアと温水プールのある水泳フィットネス施設や、16面ものコートを持つテニス施設、競技場やバスケットボール場など、数々の充実した設備が揃えられている。また、学生寮もキャンパス内に存在する。

### サウスバンクキャンパス
サウスバンクキャンパスは、ブリスベンの文化的区域であるサウスバンクに校舎を構える。そのためこのキャンパスは、グリフィス大学の創造性・芸術性のハブキャンパスであるといえる。グリフィス大学クイーンズランド音楽院(Queensland Conservatorium, Griffith University, 音楽大学)や、グリフィス大学クイーンズランド・カレッジ・オブ・アーツ(Queensland Collage of Arts, Griffith University,美術系大学)や、グリフィス映画学学校やグリフィス大学院生センターなどがサウスバンクキャンパスの校舎であり、約3,400名の学生を受け入れている。
このキャンパスは、クイーンズランド芸術ギャラリーや現代芸術ギャラリー、クイーンズランド州立図書館、クイーンズランド美術館、クイーンズランド芸能・芸術センター、そしてブリスベンコンベンション・エキシビションセンターなど、ブリスベンを代表する数々の文化・芸術施設に隣接している。また、ブリスベン中心部からも徒歩圏内に位置する。

### ローガンキャンパス
ローガンキャンパスはグリフィス大学の5つのキャンパスの中でも、特に地域密着型のキャンパスである。
約2,500名の学生を受け入れており、社会福祉、看護学、助産術、ビジネス、商学、そして教育学などのコースが開講されている。
このキャンパスは周辺地域と密接な結びつきがあり、一年を通してさまざまなイベントや文化交流が盛んに行われている。

## 教育および研究
グリフィス大学は約300以上の学士・修士・博士課程を提供している。

### ビジネス・政治学

#### 学士課程
- アジア学
- ビジネス（13の専攻あり）
- 商学（会計学、財政学、経済学）
- 政治学
- 国際関係学
- 国際ビジネス
- 国際ツーリズム・ホテルマネジメント
- その他、ビジネス・政治系プログラムの上記の学位を含む2学位取得プログラムあり

（ダブルディグリープログラム・Undergraduate Double Degrees）

#### 修士課程
- 会計学
- 財政学
- ビジネス
- 国際ビジネス
- 国際関係学
- ファイナンシャルプランニング
- 人材マネジメント
- 情報システム
- マーケティング
- 行政学

### 犯罪学・法律

#### 学士課程
- 刑事司法・犯罪学
- 法律
- その他、犯罪学・法律コースの上記の学位を含む2学位取得プログラムあり

（ダブルディグリープログラム・Undergraduate Double Degrees）

#### 修士課程
- 刑事司法・犯罪学
- 法医学的精神分析
- 法研究
- 性・暴力犯罪者の治療研究

### 教育学

#### 学士課程
- 現代芸術・劇場
- 初等教育
- 中等教育

#### 修士課程
- 自閉症学
- 教育学
- 教育学と教育研究
- 障がい者・特別支援教育学
- 初等教育学
- 教育学研究

### エンジニアリング・IT

#### 学士課程
- ビジネス情報システム
- 土木エンジニアリング
- 電気・電子エンジニアリング
- 電子・コンピューターエンジニアリング
- 電子・エネルギーエンジニアリング
- 環境エンジニアリング
- 機械エンジニアリング
- 電子機械エンジニアリング
- ミクロ電子エンジニアリング
- ソフトウェアエンジニアリング
- 工業デザイン
- IT
- マルチメディア
- その他、エンジニアリング・ITコースの上記の学位を含む2学位取得プログラムあり

（ダブルディグリープログラム・Undergraduate Double Degrees）

#### 修士課程
- 土木エンジニアリング
- 電子・コンピューターエンジニアリング
- 電子・エネルギーエンジニアリング
- 電子・スポーツエンジニアリング
- エンジニアリングプロジェクトマネジメント
- 環境エンジニアリング
- 環境エンジニアリングと公害防止
- エンタープライズ・アーキテクチャー
- ITマネジメント
- IT
- その他、エンジニアリング・ITコースの上記の修士課程を含む2つの修士課程取得プログラムあり

（ダブルディグリープログラム・Postgraduate Double Degrees）

### 環境学・建築学

#### 学士課程
- 建築デザイン
- 科学（生態学・保全生物学）
- 環境エンジニアリング
- 環境マネジメント
- 海洋科学
- 現代環境計画
- その他、環境学・建築学コースの上記の学位を含む2学位取得プログラムあり

（ダブルディグリープログラム・Undergraduate Double Degrees）

#### 修士課程
- 建築学
- 環境学
- 現代環境計画

### 保健

#### 学士課程
- 生物医学
- 子供と家庭
- 環境衛生
- 運動科学
- 健康科学
- 社会福祉
- 医療科学
- 看護学
- 栄養学・食品学
- 作業療法
- 口腔衛生
- 薬理学・毒性学
- 薬学
- 心理学
- 公衆衛生
- 社会福祉事業
- その他、保健プログラムの上記の学位を含む2学位取得プログラムあり

（ダブルディグリープログラム・Undergraduate Double Degrees）

#### 修士課程
- 歯科理工学
- 公共医療サービスマネジメント
- 社会福祉
- 医療研究
- 救急看護学
- 感染症防止・コントロール
- 妊婦ケア
- 薬学
- 医学療法
- 臨床心理学
- 臨床心理哲学
- 組織臨床心理学
- 組織心理哲学
- 公衆衛生
- 社会福祉事業
- 言語病理学
- 自殺研究

### 人文学・言語学

#### 学士課程
- 人文学
- ジャーナリズム
- 言語学
- 広報活動とコミュニケーション
- その他、人文学・言語学・芸術プログラムの上記の学位を含む2学位取得プログラムあり

（ダブルディグリープログラム・Undergraduate Double Degrees）

#### 修士課程
- 人文学
- TESOL

### 音楽

#### 学士課程
- 音楽
- 作曲
- 演奏
- 音楽テクノロジー
- 芸術劇場
- POPミュージック

#### 修士課程
- 音楽研究
- 音楽スタジオ

### 科学・航空学

#### 学士課程
- 航空学
- 航空マネジメント
- 法医学
- 光通信学・ナノ科学
- 科学
- 生体分子科学
- その他、科学・航空学プログラムの上記の学位を含む2学位取得プログラムあり

（ダブルディグリープログラム・Undergraduate Double Degrees）

#### 修士課程
- 航空マネジメント
- 科学

### 視覚・創造芸術学

#### 学士課程
- アニメーション
- デザイン
- デジタルメディア
- 映画・スクリーンメディア製作
- 美術
- ゲームデザイン
- 写真

#### 修士課程
- デザイン
- インタラクティブメディア
- 映画・スクリーンメディア製作
- 視覚芸術

## 大学ランキング
グリフィス大学は世界の主要な5つのランキングでトップ400位内にランクインしている。
- 世界大学アカデミックランキング（Academic Ranking of World Universities）301－400位
- QS世界大学ランキング（QS World University Rankings ）329位
- ライデンランキング（Leiden Ranking）323位
- タイムス世界大学ランキング（Times Higher Education World University Rankings）251－300位
- 学術パフォーマンスに基づく世界の大学ランキング（University Ranking by Academic Performance）382位

QS世界大学ランキング 2016-2017 世界の創立50年以下の大学ランキングトップ50では34位にランクインしており、タイムス世界大学ランキング2017の同ランキングでも35位にランクインしている。

## 各研究分野におけるランキング
グリフィス大学のそれぞれの研究分野は、各ランキングで以下のようにランクインしている。

### 社会科学
- 世界大学アカデミックランキング（Academic Ranking of World Universities 2015）- 101位―150位
- ライデンランキング（Leiden University Ranking）－ 228位
- QSランキング 社会科学部門 （QS Rankings－Social Studies）－129位
- QSランキング 芸術学・人文学部門 (QS Rankings－Arts and Humanities) －183位

### 経済学・ビジネス
- 世界大学アカデミックランキング（Academic Ranking of World Universities 2015）- 150位―200位
- QSランキング ホスピタリティ・観光学部門（QS Rankings－Hospitality & Leisure Management 2017) - 9位

### 自然科学・物理科学・エンジニアリング
- 国立台湾大学ランキング（National Taiwan University Rankings）環境学・生態学部門 －127位
- 国立台湾大学ランキング（National Taiwan University Rankings）植物学・動物学部門 －272位
- 国立台湾大学ランキング（National Taiwan University Rankings）農学部門 －206位
- 国立台湾大学ランキング（National Taiwan University Rankings）土木エンジニアリング部門 －161位
- ライデンランキング（Leiden University Ranking）生命科学・地球科学部門 － 256位
- ライデンランキング（Leiden University Ranking）物理科学・エンジニアリング部門 － 144位
- QSランキング (QS Rankings) エンジニアリング・テクノロジー部門 －358位
- QSランキング (QS Rankings) 自然科学部門－342位

### 保健科学・生命科学
- QSランキング (QS Rankings) 生命科学・医学部門 －292位
- ライデンランキング（Leiden University Ranking）生物医学・保健科学部門 － 348位

### 2015年度 QS世界大学分野別ランキング
- 法律学 － 51－100位
- 教育学 － 51－100位
- 政治学・国際関係学 － 51－100位
- 建築学・構築環境学 － 51－100位
- 芸術学・デザイン － 51－100位
- 英語学・文学 － 101－150位
- ビジネス・ビジネスマネジメント － 101－150位
- 歴史学 － 151－200位
- 環境科学 － 151－200位
- 農学・林学 － 151－200位
- 心理学 － 151－200位
- 社会学 － 151－200位
- 生物化学 － 251－300位
- 医学 － 251－300位
- コンピューターサイエンス・情報システム － 301－350位

### MBA
グリフィス大学のMBAは、CEO Magazine の2015年度MBAランキングにおいて、オーストラリアを代表するMBAプログラムのひとつとして認定された。これらのランキングは、International Graduate Forumによって編纂されたものであり、世界の著名なビジネススクールに関する正確な情報をもとに構成されている。グリフィス大学のMBAは、オーストラリアの様々なMBAプログラムの中でもトップクラスの、第6位として紹介されている。また、このグリフィス大学のMBAプログラムは、クイーンズランド州で唯一、同ランキングでトップ10入りを果たしている。
そのほか、Aspen Institute’s Centre for Business Educationによる最新のBeyond Grey Pinstripes Global Top 100ランキングにおいては、オーストラリアMBAプログラムの中で最上位の世界第26位でランクインしている。グリフィス大学が上位にランクインした要因として、責任あるリーダーシップのあり方、持続可能なビジネス手法およびアジア太平洋地域に焦点を当てたプログラムであることが挙げられている。
また、グリフィス大学のMBAプログラムは、2015年のFinancial Review Boss Magazine MBA Surveyにおいて、オーストラリア国内で第4位と、最上位のMBAプログラムのひとつとして認定された。

## 最優秀講師賞
グリフィス大学は、オーストラリア国内の最優秀講師賞を得た大学としても有名である。2009年より、グリフィス大学は7つの優秀講師賞を受賞し、4つの学習支援プログラム優秀賞を受賞、そして優れた学習サポートに対して42もの表彰が行われている。また、近年では、2名のグリフィス大学の講師が、2014年及び2015年のオーストラリア最優秀講師賞（全国で毎年1名）を受賞している。

## 研究機関
グリフィス大学は、38の研究機関を有し、その研究対象は、科学、気候変動、犯罪学、犯罪防止、観光学、医学や慢性疾患など多岐にわたる。研究機関は、主に以下の4つに分類される。

### 芸術学・教育学・法律学
- グリフィス創造芸術研究センター
- グリフィス文化研究センター
- グリフィス犯罪学研究機関
- グリフィス教育学研究機関
- 社会学・行動心理学研究機関
- クイーンズランド音楽研究センター
- 法社会学研究センター

### ビジネス
- 政治学・公共政策研究センター
- グリフィス観光学研究機関
- 雇用・組織・福祉研究センター
- グリフィスアジア研究機関

### 保健
- クイーンズランドメンジーズ保健機関 
  - 健康行動心理学研究
  - 健康習慣研究センター
  - 心臓研究センター
  - 人口研究および健全社会研究
  - 筋骨格研究センター
- NHMRC看護学研究センター
- オーストラリア自殺・自殺防止研究機関
- 国立身体障害・リハビリテーション医学研究センター
- 道路交通傷害回復研究センター
- 国立神経免疫学・新興感染症研究センター

### 科学
- オーストラリア河川研究機関
- 水質研究センター
- 量子動力学研究センター
- 未来環境研究センター
- クリーンエネルギーと清浄環境研究センター
- 創薬研究機関
- グリフィス海岸マネジメント研究センター
- 糖鎖生物学研究機関
- 知的統合システム研究機関
- クイーンズランドマイクロ・ナノテクノロジー研究センター
- 都市研究プログラム

## 学生生活

### 学生団体
グリフィス大学には、文化、スポーツ活動はもちろん、ネットワーキングや友人作りの機会を提供する団体や、学習のサポートを行う団体など、さまざまな種類の学生団体が存在している。Student Guildとよばれる学生組合は、ゴールドコーストキャンパスに存在する上記に挙げた数々の団体をサポートし、また同時に、学生生活上のさまざまな問題への対応や、学生の住まいや就職活動の支援をしているほか、学生イベントやスポーツの機会、その他さまざまなレクリエーションの場を設け、学生生活を全面的に支援している。一方、ネイサンキャンパスでは、学生生活はさまざまな種類のクラブ活動によって支えられている。グリフィスハイキングクラブ（GRUBS:Griffith Univeristy Bushwalking Club）のような歴史の長いクラブもある一方で、近年では、空手・キックボクシングクラブと、グリフィス大学合気道クラブが合併し、グリフィス大学から独立した大規模なクラブとして存在している。

### Griffith Honours College
Griffith Honours Collegeでは、優秀な学士課程の学生に対し、より一層高度な学習機会を用意しているほか、国際交流・留学の機会や、リーダーシップ経験・社会参加の場を設けている。

### Griffith College（旧QIBT: Queensland Institute of Business and Technology）
Griffith Collegeは、マウントグラヴァットキャンパスとゴールドコーストキャンパスに存在し、グリフィス大学の学部への編入に向けた準備過程として、さまざまな分野のディプロマコースを開講している。

### Griffith English Language Institute（GELI）
英語を第一言語としない全ての学生が、このGriffith English Language Institute(GELI)にて英語を学習することができる。学生のそれぞれの到達目標に応じて、ビジネス、旅行、進学、日常生活など、幅広い英語学習コースが開講されている。

## 大学内学生寮
グリフィス大学は計4つの学生寮を持ち、その内2つはネイサンキャンパスに、そして残りの2つはマウントグラヴァットキャンパスおよびゴールドコーストキャンパスに、それぞれひとつずつ存在する。主なイベントとして、ブリスベンにある3つの学生寮が、ICC（Inter-College Cup）として知られる学内スポーツ大会にて対戦するものがある。なかでも、このICCのプレミアイベントはPhar Cupとよばれるラグビー大会であり、女性チームと男性チームに分かれて対戦を行う。

### Bellenden Ker College
- 通称BKとよばれるこのBellenden Ker Collegeは、ネイサンキャンパス内にある男女共用の学生寮である。
- 食事付きの寮であり、ここに住む学生は、BK の目の前に位置するダイニングルームで提供される食事を取ることができる。

### KGBC
- 通称KGBCとよばれるKGBC Collegesは、ネイサンキャンパスに存在する学部生および大学院生用の男女共用の4つの寮のことを指す。通称フラットともよばれており、それぞれの寮名称の頭文字をとって、KGBCと名づけられている。
- Kinaba College（N30）、Girraween College（N24）そしてBarakula College(N15)、これら3つの寮は全て学部生専用であり、学生はそれぞれ自炊をして生活をしている。
- Carnarvon College(N47)は、大学院生専用の寮であり、こちらでも同様に学生は自炊をして生活している。

### Mt Gravatt College
- 通称MGとよばれるMt Gravatt Collegeは、マウントグラヴァットキャンパスに位置する男女共用の学生寮である。
- この学生寮は、3つの建物で構成されており、それぞれBundara（M03）、Roundhouse(M04)、Lowana(M05)とよばれている。

### Griffith University Village
- Griffith University Villageは、ゴールドコーストキャンパスに位置する男女共用の学生寮である。
- この学生寮は民間企業が運営管理を行っており、グリフィス大学内の学生寮の中で最も新しい寮である。

## 著名な卒業生
List of Griffith University people（en）を参照。